# Mistrovství světa bez rozdílu vah v judu 2011
Mistrovství světa bez rozdílu vah v judu proběhlo v hale Olympijského sportovního centra v Ťumeni, Rusko ve dnech 29. a 30. října 2011.

## Informace a program turnaje
- sobota – 29. říjen 2011 – ženy
- neděle – 30. říjen 2011 – muží

### Účast
Turnaje se účastnili judisté těžké a polotěžké váhy, které doplňovali judisté z nižších vah. Státy mohly postavit maximálně 8 judistů – 4 muži a 4 ženy. Této možnosti využili mezi muži Rusko a Japonsko. Nejpočetnější výpravou byl domácí tým Ruska s počtem 8 judistů (4 muži a 4 ženy). Celkem startovalo 27 mužů a 13 žen z 20 států. 14 států vyslalo jednoho zástupce.
Chyběla celá řada předních judistů a judistek včetně největší hvězdy Francouze Teddy Rinera. Turnaj byl bez účasti předních polotěžkých vah což vedlo IJF k dočasnému zrušení mistrovství světa bez rozdílu vah. Další ročník se uskutečnil po 6 letech v roce 2017.

### Herní systém
Judisté se utkávají mezi sebou v pavouku. Poražení čtvrtfinalisté postupují do oprav, ze kterou mohou postopit do boje o 3. místo. Klasifikovaní jsou judisté, kteří v turnaji vyhráli alespoň jeden zápas. V disciplíně bez rozdílu vah bylo rozlosování bez nasazování.
V roce 2011 byla regulerní hrací doba pro muže i ženy 5 minut. Při nerozhodném výsledku zápas pokračoval prodloužením, které trvalo 3 minuty. Po skončení prodloužení a nerozhodném výsledku vítěze určili rozhodčí zvednutím praporků tzv. hantei.

## Česká stopa
podrobně zde
- bez účasti

## Podrobné výsledky

### Muži
- Datum: 29. říjen 2011

| S. | Č.  | Judista                  | Vyřazovací boje | Vyřazovací boje    | Vyřazovací boje    | Vyřazovací boje    | Vyřazovací boje | CP               | Opravy        | Opravy             |
| S. | Č.  | Judista                  | 1/32            | 1/16               | čtvrtfinále        | semifinále         | finále          | CP               | o 3. místo    | 1. kolo            |
| -- | --- | ------------------------ | --------------- | ------------------ | ------------------ | ------------------ | --------------- | ---------------- | ------------- | ------------------ |
| A  | 1.  | Hiroki Tačijama (JPN)    | volný los       | 2./výhra/yus(shi)  | 4./prohra          |                    |                 | 5.               | 27./prohra    | 10./výhra/?        |
| A  | 2.  | Yoandry Hernández (CUB)  | 3./1:58/?       | 1./prohra          |                    |                    |                 | 9.               |               |                    |
| A  | 3.  | Maciej Sarnacki (POL)    | 2./prohra       |                    |                    |                    |                 | úč.              |               |                    |
| A  | 4.  | Abdulla Tangriev (UZB)   | 5./1:01/uma     | 6./4:51/páč(jg)    | 1./výhra/yus(shi)  | 14./výhra/yus(hte) | 16./5:45/tno    | Zlatá medaile    |               |                    |
| A  | 5.  | Kyrylo Bileckij (UKR)    | 4./prohra       |                    |                    |                    |                 | úč.              |               |                    |
| A  | 6.  | Matthieu Thorel (FRA)    | 7./výhra/?      | 4./prohra          |                    |                    |                 | 9.               |               |                    |
| A  | 7.  | Sergej Prokin (RUS)      | 8./prohra       |                    |                    |                    |                 | úč.              |               |                    |
| B  | 8.  | Andrej Volkov (RUS)      | volný los       | 10./prohra         |                    |                    |                 | úč.              |               |                    |
| B  | 9.  | Damir Islambašić (CRO)   | 10./prohra      |                    |                    |                    |                 | úč.              |               |                    |
| B  | 10. | Kazuhiko Takahaši (JPN)  | 9./2:03/ogu     | 8./4:17/agu        | 14./prohra         |                    |                 | 7.               |               | 1./prohra          |
| B  | 11. | Ilias Iliadis (GRE)      | 12./prohra      |                    |                    |                    |                 | úč.              |               |                    |
| B  | 12. | Daniel Hernandes (BRA)   | 11./výhra/hrg   | 14./prohra         |                    |                    |                 | 9.               |               |                    |
| B  | 13. | Chris Sherrington (GBR)  | 14./prohra      |                    |                    |                    |                 | úč.              |               |                    |
| B  | 14. | Kim Song-min (KOR)       | 13./3:13/isn    | 12./výhra/yus(shi) | 10./3:30/ygu       | 4./remiza          |                 | 5.               | 20./prohra    |                    |
| C  | 15. | Daiki Kamikawa (JPN)     | volný los       | 16./prohra         |                    |                    |                 | úč.              |               |                    |
| C  | 16. | Barna Bor (HUN)          | 17./7:35/dab    | 15./výhra/umg      | 20./výhra/yus(shi) | 27./0:38/sta       | 4./prohra       | Stříbrná medaile |               |                    |
| C  | 17. | Fajsal Džáballáh (TUN)   | 16./prohra      |                    |                    |                    |                 | úč.              |               |                    |
| C  | 18. | Arman Abeuov (KAZ)       | 19./7:44/?      | 20./prohra         |                    |                    |                 | 9.               |               |                    |
| C  | 19. | Viktor Reško (LAT)       | 18./prohra      |                    |                    |                    |                 | úč.              |               |                    |
| C  | 20. | Alexandr Michajlin (RUS) | volný los       | 18./2:51/osg       | 16./prohra         |                    |                 | Bronzová medaile | 14./výhra/uma | 21./výhra/yus(shi) |
| D  | 21. | Igor Makarov (BLR)       | volný los       | 23./1:59/isn       | 27./prohra         |                    |                 | 7.               |               | 20./prohra         |
| D  | 22. | Tomislav Vučak (CRO)     | 23./prohra      |                    |                    |                    |                 | úč.              |               |                    |
| D  | 23. | Matthieu Bataille (FRA)  | 22./2:21/?      | 21./prohra         |                    |                    |                 | 9.               |               |                    |
| D  | 24. | Aslan Kambijev (RUS)     | 25./1:42/?      | 27./prohra         |                    |                    |                 | 9.               |               |                    |
| D  | 25. | Þormóður Jónsson (ISL)   | 24./prohra      |                    |                    |                    |                 | úč.              |               |                    |
| D  | 26. | Akob Arakeljan (ARM)     | 27./prohra      |                    |                    |                    |                 | úč.              |               |                    |
| D  | 27. | Keidži Suzuki (JPN)      | 26./0:16/uma    | 24./3:44/dab       | 21./3:56/agu       | 16./prohra         |                 | Bronzová medaile | 1./3:53/kug   |                    |

- reference[nedostupný zdroj]

### Ženy
- Datum: 30. říjen 2011

| S. | Č.  | Judista                       | Vyřazovací boje | Vyřazovací boje  | Vyřazovací boje   | Vyřazovací boje  | CP               | Opravy            | Opravy     |
| S. | Č.  | Judista                       | 1/16            | čtvrtfinále      | semifinále        | finále           | CP               | o 3. místo        | 1. kolo    |
| -- | --- | ----------------------------- | --------------- | ---------------- | ----------------- | ---------------- | ---------------- | ----------------- | ---------- |
| A  | 1.  | Heidi Abreuová (CUB)          | 2./prohra       |                  |                   |                  | úč.              |                   |            |
| A  | 2.  | Mika Sugimotová (JPN)         | 1./3:26/uma     | 3./3:03/ogu      | 4./prohra         |                  | Bronzová medaile | 8./výhra/yus(hte) |            |
| A  | 3.  | Natalija Sokolovová (RUS)     | volný los       | 2./prohra        |                   |                  | úč.              |                   | 5./prohra  |
| B  | 4.  | Tchung Wen (CHN)              | volný los       | 5./0:38/páč(wak) | 2./5:00/smk+drž   | 12./1:08/smk+drž | Zlatá medaile    |                   |            |
| B  | 5.  | Nanami Hašigučiová (JPN)      | 6./2:31/?       | 4./prohra        |                   |                  | Bronzová medaile | 10./výhra/ksg     | 3./2:00/?  |
| B  | 6.  | Jekatěrina Šeremetovová (RUS) | 5./prohra       |                  |                   |                  | úč.              |                   |            |
| C  | 7.  | Jelena Ivaščenková (RUS)      | 8./prohra       |                  |                   |                  | úč.              |                   |            |
| C  | 8.  | Čchin Čchien (CHN)            | 7./2:47/?       | 10./prohra       |                   |                  | 5.               | 2./remíza         | 11./1:54/? |
| C  | 9.  | Emilie Andéolová (FRA)        | 10./prohra      |                  |                   |                  | úč.              |                   |            |
| C  | 10. | Megumi Tačimotová (JPN)       | 9./3:24/ogu     | 8./7:43/yus(shi) | 12./prohra        |                  | 5.               | 5./prohra         |            |
| D  | 11. | Iryna Jadkovská (BLR)         | volný los       | 12./prohra       |                   |                  | úč.              |                   | 8./prohra  |
| D  | 12. | Tea Donguzašviliová (RUS)     | 13./výhra/hrg   | 11./2:25/hrg     | 10./4:30/drž(ksh) | 4./prohra        | Stříbrná medaile |                   |            |
| D  | 13. | Gülşah Kocatürková (TUR)      | 12./prohra      |                  |                   |                  | úč.              |                   |            |

- reference[nedostupný zdroj]

## Vysvětlivky
V kolonce, kde je uvedená "výhra" značí vítězství judisty na body (jedno a více wazari) po uplynutí regulérní hrací doby 4 minut. V případě vítězství na ippon je místo "výhra" uveden čas, kdy došlo k předčasnému ukončení zápasu. Pokud je čas delší jak 5 minut, jde o prodloužení a uvádí se vždy čas ukončení zápasu. V prodloužení se zápas ukončuje jakoukoliv bodovanou technikou nebo udělením penalizace (šido). V případě diskvalifikace soupeře (hansokumake) je místo vítězné techniky uvedena zkratka "yus" (jusei-gači). V prodloužení zkratka "yus" značí ukočení zápasu penalizací.
Vítězné techniky jsou v kolonce značený mezinárodně zavedenými zkratkami — uči-mata (uma), tai-otoši (tos), tomoe-nage (tng) apod., u technik v boji na zemi je systém zjednodušen na držení (drž), páčení (páč), škrcení (škrc). Vítězná technika v boji na zemi je doplněna pouze v případě plnohodnotného boje na zemi (ne-waza).
Poznámka k umístění: Judisté se v turnaji umístili pokud výhráli alespoň jeden zápas i v případě, že jim soupeř nenastoupil. Jinak mají v kolonce CP (celkové pořadí) uvedenou účast (úč.)